# Leandre Sunyer i Puigventós
Ramon Leandre Sunyer i Puigventós, conegut com a Leandre Sunyer, (Martorell, Baix Llobregat, 1833 - Barcelona, Barcelonès, 25 d'agost, de 1888) fou un compositor, violinista i organista català.
Malgrat la seva producció se'n coneix poc de la vida d'aquest músic. Fou fill d'Antoni Sunyer i de Rosa Puigventós, i deixeble d'Anselm Barba i Mateu Ferrer. A l'edat de dinou anys assolí per oposició la plaça de mestre de capella de l'església de Santa Maria del Pi, de Barcelona; però va haver de deixar-la ben aviat per no ser sacerdot, que era una de les condicions del càrrec, dedicant-se llavors a l'ensenyança i la composició.
Després d'haver produït gran quantitat de música religiosa, volgué abordar el teatre i va escriure l'òpera Alfons el Cast, dedicada a la reina Isabel II d'Espanya i que no assolí veure-la representada. En canvi aconseguiren un gran èxit, tant a Madrid com a Barcelona, les seves sarsueles Los tíos de sus sobrinos, Las mujeres del siglo (1867), La politicomanía (1867), i Castros y Laras. A més de les obres seguidament citades deixà moltes composicions per a piano.
Li va ser concedida la Medalla de l'Orde de Carles III.
Va morir solter a Barcelona, al carrer dels Boters, el 25 d'agost de 1888, per causa d'una pulmonia.

## Obres importants
- La cansó del bressol, lletra de Josep d'Argullol.
- Gran marcha triunfal dedicada a SS. el inmortal Pio IX, per R.L. Sunyer
- Lucía de Lammermoor, fantasia.
- La bona paraola, per a cor i veus soles poesia d'Adolf Blanch
- Missa, a tres tiples i cor amb acompanyament d'harmònium.
- Ruy Blas
- Lucia de Lammermoor
- Marta
- O salutaris, amb acompanyament de piano i harmònium.
- Puritanos
- Gloria Patri, Cors religiosos (Veus mixtes, 4 parts) amb piano.[6]
- Un Suspiro á orillas del Guadalquivir [Música impresa]: cantábile característic: per a piano.[7]